# Термопил
Термопил (димотики (грчки): , антички грчки и катаревуса: ; „Врућа врата“) је место у Грчкој где је у антици постојао уски приобални пролаз између планине и Коринтског залива (део Јонског мора). Име је добио по његовим врелим сумпорним изворима. Врућа капија је „место врелих извора“ и у Грчкој митологији је позната као улаз у Хад".
Термопил је познат по бици која се ту одиграла између Грчке (нарочито Спарте) и Персије. Термопил је једина копнена рута довољно велика да носи било какав значајан промет између Локриде и Тесалије. Због великог стратешког значаја пролаз је био поприште многих историјских битака
У древним бременима пролаз су звали Малис по грчком племену Малијцима који су живели близу данашње Ламије код ушћа реке Сперхиос. У овом пределу доминира обална поплава реке Сперхиос и окружена је косим шумовитим кречњачким планинама. Постоји и континуирано таложење седимената из реке и травертина од врелих извора, који су током протеклих неколико хиљада година значајно променили Пејзаж. Површина на којој се одиграла Термопилска битка је данас покривена слојем 20 метара земље. Обала се такође удаљила током векова седиментног таложења. Најужа тачка на равници, где се највероватније и одиграла битка је у то време била широка свега 100 метара. До данас се обала удаљила на неким местима за чак 9 km. значајно повећавајући површину равнице.
Главни аутопут сада дели пролаз са модерним спомеником краљу Леониди на источној страни. Термопил је део злогласне „потковице смрти“: то је део аутопута који повезује север и југ Грчке на ком су се догодиле многе саобраћајне несреће.
Врели извори по којима је ово место добило име и даље постоје у подножју брда.